# Саді Карно (фізик)
Нікола Леонар Саді Карно (фр. Nicolas Léonard Sadi Carnot 1 червня 1796 — 24 серпня 1832) — французький фізик і математик.

## Біографія
Син відомого політичного діяча і математика Лазара Карно і дядько Марі-Франсуа Саді Карно, майбутнього президента Франції. Саді Карно здобув хорошу домашню освіту. У 1812 блискуче закінчив ліцей Карла Великого і поступив в Політехнічну школу — найкращий на той час навчальний заклад Франції. У 1814 він закінчив Політехнічну школу шостим за успішністю і був направлений в Інженерну школу в місті Мец. Після завершення Інженерної школи у Меці в 1816 був розподілений в інженерний полк, де провів кілька років.
У 1819 виграв конкурс на заміщення вакансії в Головному штабі корпусу в Парижі і перебрався туди. У Парижі Карно продовжив навчання. Відвідував лекції в Сорбонні , Колеж де Франс, Консерваторії мистецтв і ремесел. Там він познайомився з хіміком Нікола Клеманом, який займався вивченням газів. Спілкування з ним збудило інтерес у Карно до вивчення парових машин.
У 1824 вийшла перша і єдина робота Саді Карно — «Роздуми про рушійну силу вогню і про машини, здатні розвивати цю силу» (фр. Réflexions sur la puissance motrice du feu et sur les machines propres à développer cette puissance). Ця робота вважається основоположною в термодинаміці . У ній було проведено аналіз існуючих у той час парових машин, і було виведено умови, за яких ККД досягає максимального значення (у парових машинах того часу ККД не перевищував 2 %). Крім цього у цій же роботі були запроваджені основні поняття термодинаміки: ідеальна теплова машина, ідеальний цикл, оборотність і необоротність термодинамічних процесів.
У 1828 Карно полишив військову службу. Він багато працював. Помер Карно в 1832 році від холери. За тодішніми правилами боротьби з епідемією все його майно, в тому числі і папери, було спалено. Таким чином, його наукова спадщина була втрачена. Вцілів лише один записник — у ньому зокрема було сформульовано Перший закон термодинаміки.
На честь вченого названо астероїд головного поясу, відкритий 8 квітня 1991 року — 12289 Карно (12289 Carnot).